# Виндсбах
Виндсбах (нем. Windsbach) — город в Германии, в земле Бавария. 
Подчинён административному округу Средняя Франкония. Входит в состав района Ансбах.  Население составляет 6039 человек (на 31 декабря 2010 года). Занимает площадь 68,17 км². Официальный код  —  09 5 71 226.
Город подразделяется на 29 городских районов.

## Население
По оценке на 31 декабря 2015 года население общины Виндсбах составляет 6094 чел. 

| Дата      | 1840 | 1871 | 1900 | 1925 | 1939 | 1950 | 1961 | 1970 | 1987 | 2011 |
| --------- | ---- | ---- | ---- | ---- | ---- | ---- | ---- | ---- | ---- | ---- |
| Население | 3511 | 3863 | 3873 | 3845 | 3763 | 5831 | 5201 | 5167 | 4973 | 6035 |

| Год       | 1960 | 1970 | 1980 | 1990 | 2000 | 2009 | 2010 | 2011 | 2012 | 2013 | 2014 | 2015 |
| --------- | ---- | ---- | ---- | ---- | ---- | ---- | ---- | ---- | ---- | ---- | ---- | ---- |
| Население | 5240 | 5241 | 5122 | 5227 | 6047 | 6030 | 6039 | 6046 | 6010 | 6057 | 6044 | 6094 |